# Japalura sagittifera
Japalura sagittifera är en ödleart som beskrevs av  Smith 1940. Japalura sagittifera ingår i släktet Japalura och familjen agamer. Inga underarter finns listade i Catalogue of Life.
Exemplaren är utan svans 50 till 64 mm långa och honor är större än hannar. Hannar har en blåaktig ovansida och en vit undersida med svarta punkter. Vid halsen och nosen finns vita strimmor. Svansen har en grå färg. Hos honor är ovansidan brun med undantag av större fjäll som är blåa. För undersidan finns inga skillnader mot hannar. Enligt en annan studie är levande hannar mer grön.
Denna ödla förekommer i Tibet, i delstaten Arunachal Pradesh i Indien och i norra Myanmar. Den lever i bergstrakter mellan 1100 och 1450 meter över havet. Exemplaren vistas i fuktiga skogar och de gömmer sig i buskar eller i lövskiktet. Som andra släktmedlemmar borde den vara dagaktiv och marklevande. Honor lägger ägg.
Inget är känt angående populationens storlek och möjliga hot. IUCN listar arten med kunskapsbrist (DD).